# 柏高校吹奏楽部自殺事件
柏高校吹奏楽部自殺事件（かしわこうこうすいそうがくぶじさつじけん）は、日本で起きた自殺事件。

## 概要
2018年12月5日に柏市立柏高等学校の吹奏楽部に所属する2年生の生徒が自殺した。自殺を示唆するメモが残されていた。自殺した生徒は小学生のときに吹奏楽を始め、コンクールで受賞したこともあった。吹奏楽の強豪であることから柏市立柏高等学校に進学して、将来は音楽関係の仕事に就くことを望んでいた。自殺の前日にも練習に参加して、普段とは変わった様子は無かった。

### 事件の調査
2019年12月26日にこの事件の詳細調査をする第三者委員会が設置されることとなり、翌12月27日には初会合が行われる。委員会は大学教授や医師や弁護士の計5人で構成される。自殺した生徒の父親は、柏市に第三者委員会の設置を要望し、3か月以上話し合ってきた。遺族は遅くても2019年2月には第三者委員会を設置して調査をすることを求めていたが、柏市教育委員会は調査をする手続きが無いからや、いじめの事実が無ければ設置できないなどと誤認して設置を拒んでいた。遺族の代理人弁護士が要望書を提出することで、自殺から１年が経過したときに第三者委員会の設置が実現した。
2022年3月25日に第三者委員会は調査報告書をまとめ、柏市教育委員会に答申する。そこでは自殺の背景には吹奏楽部の長時間の練習が背景にあるということが認定された。国や県のガイドラインでは、部活動の時間は平日は2時間で休日は3時間とされていたものの、柏市立柏高等学校では平日に5時間で休日には11時間ほどの練習が行われていた。報告書では自殺した生徒は1年生の夏ごろからうつ的な症状が始まったと推定。2年生になったら学業不振やいじめなど複数の問題を抱えていた。学校で行われるアンケートではいじめられたような質問にはいと答えていた。部活動の練習時間が長いため思考力や集中力が下がり、これらの問題に対処できなかったとされた。授業時間と部活動の時間の合計では346時間ほどとなり、これは労働者が過労死するとされている240時間を大幅に上回るというものであった。
2023年3月25日には、第三者委員会の最終会合が開かれる。そこでは柏市教育委員会は、運動部と文化部の全ての部活動で練習時間は平日は3時間で休日は6時間以内で休養日は年間100日以上にするという方針が示され了承され、2023年4月1日より適用されることとなった。原則として放課後の部活動の終了後の自主的な練習も行わないこととされた。部活動に一定の歯止めをかけルールを定めることが生徒を守ることになるとされた。